# Rode goral
De rode goral (Naemorhedus baileyi)  is een zoogdier uit de familie van de holhoornigen (Bovidae). De wetenschappelijke naam van de soort werd voor het eerst geldig gepubliceerd door Pocock in 1914.

## Voorkomen
De soort komt voor in het noorden van Myanmar, het zuidwesten van China en noordoost-India (Arunachal Pradesh).